# Шмерлинг, Владимир Григорьевич
Владимир Григорьевич Шмерлинг (12 ноября 1909, Козлов, Тамбовская губ. — 1992, Москва) — русский советский писатель. Окончил Высшие государственные литературные курсы (1930). Участник Великой Отечественной войны. Награждён двумя орденами Отечественной войны II степени, медалями. Член Союза писателей СССР (1935).

## Биография
Родился в семье провизора Григория Осиповича (Гирша Евзелевича) Шмерлинга и дантиста Ольги Самойловны (Гильды Шмуйловны) Баркан (оба из Витебска).
Во время налeта мамонтовцев на Козлов и еврейского погрома 1919 г. дом Шмерлингов был разграблен, и вскоре чудом спасшаяся семья уезжает в Москву. Окончив в 1925 г. школу, Владимир поступает на Высшие государственные литературные курсы. В 1928 г. в журналах "Октябрь", "Красная новь", "Красноармеец" появляются его первые очерки, а в 1931 г. выходит посвящeнная И.В. Мичурину первая книга "Югосевер", предисловие к которой пишет А.С.Серафимович. 
В 1934 г. выходит ещё одна книга, "Мичурин", и на следующий год молодого журналиста принимают в Союз писателей. В годы первых пятилеток Владимир Григорьевич Шмерлинг много ездит по стране, особенно тесная связь устанавливается с созданной в Бессарабии бойцами-котовцами сельскохозяйственной коммуной (колхоз им. Г.И.Котовского). Собрав массу материалов о жизни Котовского боевом пути его бригады, Шмерлинг пишет книгу "Котовский", которая выходит в серии "Жизнь замечательных людей", переводится на многие языки и неоднократно переиздаётся позже. В 1941 г. выходит книга "Штаб-трубач".

## Великая Отечественная война
24 июня 1941-го В.Шмерлинг призван в действующую армию и направлен фронтовым корреспондентом в красноармейскую газету «Вперeд за Родину» 22-й армии. Западный, Калининский, Северо-Западный, Прибалтийский фронты.
Приказом ВС 22-й Армии №: 93 от: 16.05.1944 года писатель редакции армейской газеты «Вперед, за родину» майор интендантской службы Шмерлинг Владимир Григорьевич награждён орденом Отечественной войны 2-й степени за проявленное мужество в боях 1941—1942 года и высокие показатели в воспитании личного состава.
В Берлине 1945-го в составе группы писателей-фронтовиков собирает материалы, вошедшие в книгу документальных свидетельств участников боeв «Штурм Берлина». Затем Сталинград, снова сбор материалов и продолжение работы над документальной военной прозой «Рассказы сталинградцев» (1948), «Сталинградцы» (1950) и повесть «Дети Ивана Соколова» (1959 г.) о детях, оказавшихся в пекле войны в г. Сталинграде.
Несколько лет Владимир Григорьевич сотрудничает с известным скульптором С. Т. Коненковым в качестве литературного сотрудника, осуществляя подготовку ряда публикаций. В 1965 г. выходит новая книга для детей «Дочка» о событиях революции и гражданской войны на Украине, увиденных глазами девочки-подростка. Героиней этой книги стала супруга писателя Галина Степановна Данилевская, прошедшая вместе с ним 57-летний жизненный путь. Много сил отдаeт писатель организуемым Бюро пропаганды художественной литературы СП СССР встречам с детьми в школах, домах пионеров, пионерских лагерях. Рассказы о гражданской и Отечественной войне, о замечательных людях, с которыми свела жизнь — Мичурине, Есенине, Гайдаре. К сожалению, житейские обстоятельства и пошатнувшееся здоровье не дали возможности снова побывать в родном городе, но Владимир Григорьевич долгие годы поддерживал постоянные контакты и переписку с энтузиастами-краеведами из Мичуринска.
В 1985 году награждён орденом Отечественной войны 2-й степени.

## Смерть
Владимир Григорьевич Шмерлинг скончался в Москве в 1992 году.

## Награды
- Орден Отечественной войны 2-й степени (дважды, 1944,1985).
- Медали СССР

## Сочинения

### Проза
- Югосевер. М.; Л., 1931
- Человек на грядке. Харьков, 1932
- Мичурин. Л., 1934
- Мария Демченко. М., 1936
- Котовский. М., 1937
- Штаб-трубач: Повесть. М., Л., 1941
- Штурм Берлина. М., 1948
- Дети Ивана Соколова: Повесть. М., 1959
- Дочка: Повесть. М., 1965